# Поисковая бомба
Поисковая бомба (англ. link bomb), также гугл-бомбинг (англ. google bombing) — феномен, когда веб-сайт находится на первых местах в выдаче поисковика по нерелевантному или несвязному запросу из-за большого количества ссылок на этот сайт по этому нерелевантному запросу. 16 мая 2005 года слово «Google bombing» было включено в Новый оксфордский словарь американского английского.

## История
Самая ранняя известная поисковая бомба была обнаружена в конце 1999 года, когда по запросу «more evil than satan himself» на первых местах выдачи был сайт Microsoft.
Первый случай поисковой бомбы с известным автором произошёл в 2000 году, когда по запросу «dumb motherfucker» на первых местах выдачи был сайт по продаже мерча Джорджа У. Буша — оказалось, что в одной из статей от Hugedisk Men’s Magazine фраза «dumb motherfucker» вела на этот сайт. После того, как поисковая бомба стала популярной, один из администраторов, ответственных за сайт Hugedisk, получил письмо «cease-and-desist» от адвокатов Джорджа Буша. Точно так же Hugedisk Men’s Magazine пытались сделать и с Альбертом Гором, однако потерпели неудачу — при поиске оскорбительного слова он был бы первым в выдаче.
Слово «Google bombing» было впервые использовано Адамом Мэйтсом в апреле 2001 года в статье для онлайн-журнала uber.nu.
Ещё одна поисковая бомба была обнаружена в 2003 году, когда по запросу «miserable failure» на первых местах выдачи была биография Джорджа У. Буша на официальном сайте Белого дома. У Google ушло 4 года, чтобы «обезвредить» бомбу.
В 2004 году по запросу «waffles» на первых местах выдачи был официальный сайт Джона Керри, и это была ещё одна поисковая бомба с известным автором — её создал в апреле Кен Джейкобсон, студент юридического факультета Университета Дюкейн.
По запросу «French military victories» некоторое время выдавался результат «По вашему запросу — French military victories — не найдено никаких результатов», и было перенаправление на запрос «French military defeats», если кликнуть по результату. Автором бомбы был Джордж Джонстон — политический активист и программист из Белвью, Вашингтон.
Также в 2009 году пытались «бомбить» Барака Обаму по запросам «cheerful achievement» и «miserable failure», однако Google устранили бомбу за несколько дней.

## Гугл-боулинг
Гугл-боулинг (также негативное SEO или боулинг поисковика) — явление, когда позиции веб-сайта искусствено занижаются в выдаче. Для этого заставляют поисковик думать, что сайт конкурентов использует нечестные методы SEO, в основном путём простановки очень большого количества ссылок на этот сайт за очень короткое время. Гугл-боулинг широко практикуется, существуют отдельные компании, которые делают негативное SEO для конкурентов.

## Реакция Google
Изначально Google в 2005 году заявили, что не одобряют практику гугл-бомбинга, однако сказали, что не будут самостоятельно менять результаты поиска, чтобы устранить бомбы, но в январе 2007 года Google изменили структуру индексирования у поисковика, заранее уведомив об изменении — теперь по запросам вроде «miserable failure» выдавались результаты о том, что такое гугл-бомбинг, а не объект «бомбинга». Критики сочли изначальный отказ самостоятельно менять результаты политически мотивированным решением. Сами Google заявили, что гугл-бомбинг не является для них большим приоритетом. Некоторые люди также считали, что Google меняли результаты выдачи на абсурдные запросы самостоятельно, но Google отвергли эти обвинения.